# 69P/Taylor
69P/Taylor è una cometa periodica appartenente alla famiglia delle comete gioviane. A causa della sua orbita negli ultimi due secoli la cometa ha avuto vari incontri molti ravvicinati col pianeta Giove che hanno alterato notevolmente la sua orbita, a causa di uno di essi è stata persa per oltre 50 anni, prima di essere riscoperta il 13 dicembre 1976.
La cometa, poco dopo la sua scoperta, ha mostrato uno sdoppiamento del nucleo. Il nucleo secondario è in seguito scomparso. Nel 1998 ha avuto due outburst.